# Schneider Weisse
Schneider Weisse é uma cerveja de estilo weisse fabricada na Alemanha pela empresa G. Schneider & Sohn. A cerveja leva o nome do fundador da fábrica e criador da receita em 1872, Georg Schneider.

## História
Na Baviera a cerveja de trigo de alta fermentação, a chamada "weisse", sempre foi um produto de grande popularidade. No final do século XIX, o sucesso comercial das cervejas de baixa fermentação, mais facilmente feitas graças à invenção da refrigeração industrial, fez com que a produção de cervejas de trigo de alta fermentação despencasse. Nas cervejarias, a produção das cervejas de baixa fermentação mais populares suplantou a produção das weisses. Sob o reinado de Ludwig II, o empresário de Munique, George I Schneider, não se rendeu ao declínio das weisses e dedicou-se à produção deste estilo tradicional de cerveja, obtendo permissão da Hofbräumant (literalmente, "cervejeiro da corte") para produzi-la em escala industrial, que começou em setembro de 1872 em Munique. Em 1927 expandiram as operações cervejeiras para Kelheim e Straubing. Durante a Segunda guerra mundial, as cervejarias em Munique foram destruídas e em 1944 toda a produção foi transferida para Kelheim. Durante a ocupação aliada, o Terceiro Exército dos Estados Unidos concedeu permissão à G. Schneider & Sohn para continuar a produção de suas cervejas de trigo e entregá-las em Munique. No entanto, eles acrescentaram as ressalvas de que só poderiam produzir cerveja com baixo teor alcoólico e só poderia ser vendida a militares. Até hoje, os proprietários são descendentes de Georg Schneider I. Hoje, a cervejaria emprega cerca de 100 pessoas e distribui os seus produtos na Alemanha e em outros 31 países. A produção anual é de cerca de 300.000 hectolitros, dos quais 55% é vendida na Baviera, 27% no resto da Alemanha e 18% são exportados.

## Cervejas
Toda a linha de produtos consiste em cervejas de trigo de alta fermentação. O trigo vem das regiões do alto Altmühltal, baixa Baviera e Alto Palatinado. A cevada para malte é cultivada nas áreas de Kelheim e Riedenburg. O lúpulo Hallertau é usado para dar às cervejas suas propriedades amargas e aromáticas. O produto principal é o TAP 7 Mein Original (anteriormente Schneider Weisse Original), que é fabricado de acordo com a receita de origem de 1872.

### Variedades
- Tap 01 - Meine Helle Weisse, um Weißbier light com um teor alcoólico de 4,9%.
- Tap 02 - Mein Kristall, um weißbier filtrado com um teor alcoólico de 5,3%.
- Tap 03 - Mein Alkoholfrei, um weißbier sem álcool com um teor alcoólico de 0,5%.
- Tap 04 - Meine Festweisse, uma cerveja de trigo mais forte com um teor alcoólico de 6,2%.
- Tap 05 - Meine Hopfenweisse, uma cabra Weizen mais forte, criada em conjunto com a Brooklyn Brewery.
- Tap 06 - Mein Aventinus, uma cabra Weizen mais forte, com um teor alcoólico de 8,2%.
- Tap 07 - Mein Original, um weißbier com um teor alcoólico de 5,4%
- Tap 09 - Aventinus Eisbock, uma variante mais forte e concentrada do Tap 06 - Mein Aventinus, do tipo eisbock.
- Tap 11 - Meine Leichte Weisse, uma variante de cerveja light da Tap 07 - Mein Original com um teor alcoólico de 3,3%.
- Helles Landbier da Schneider, uma cerveja light vendida sob a marca Landbrauerei Georg Schneider und Sohn. A cerveja tem teor alcoólico de 4,9%.

## Pousadas
A empresa inclui três pousadas. Eles estão localizados na antiga sede em Munique (Tal), no distrito de Berg am Laim, em Munique, e no local da cervejaria em Kelheim. No início de 2016, eles foram renomeados de Weisses Bräuhaus para Schneider Bräuhaus.